# Гранд Рапидс голд
Гранд Рапидс голд (енгл. Grand Rapids Gold) амерички је кошаркашки клуб из Гранд Рапидса у Мичигену. Клуб се такмичи у НБА развојној лиги и тренутно је филијала НБА тима Денвер нагетси.

## Историја
Клуб је основан 2006. године.

## Имена клуба
Услед промена локација, клуб је кроз своју историју неколико пута мењао име:
- 2006—2009: Анахајм арсенал
- 2009—2014: Спрингфилд армор
- 2014—2021: Гранд Рапидс драјв
- 2021—данас: Гранд Рапидс голд

## Познатији играчи
- Морис Алмонд
- Џејмс Вајт
- Нејт Волтерс
- Марћин Гортат
- Луиђи Датоме
- Корсли Едвардс
- Никола Јовановић
- Честер Мејсон
- Квинси Милер
- Андре Овенс
- Џејмс Огастин
- Отело Хантер
- Торнике Шенгелија